# Distrito Lasallista de Bogotá
El Distrito Lasallista de Bogotá es una división administrativa del Instituto de los Hermanos de las Escuelas Cristianas. Se originó en el año 1928, luego de la decisión de separar al entonces Distrito de Colombia en dos Provincias: una con centro en Bogotá y otra, en Medellín.
El Distrito Lasallista de Bogotá tiene actualmente 120 Hermanos repartidos en las comunidades que están ubicadas en Cartagena, Cúcuta, Bucaramanga, Sogamoso, Zipaquirá, Chía, Fusagasugá, Villavicencio, Yopal y San Vicente del Caguán. Su actual Provincial es el Hno. Diego José Díaz Díaz, FSC, durante el periodo 2016-2024.

## Obras del Distrito Lasallista de Bogotá
- Instituto San Bernardo De la Salle (Bogotá)
- Instituto Técnico Central La Salle E.T. (Bogotá)
- Colegio La Salle (Bogotá)
- Liceo Hermano Miguel La Salle (Bogotá)
- IED Juan Luis Londoño La Salle (Bogotá)
- IEM San Juan Bautista De La Salle (Zipaquirá, Cundinamarca)
- Colegio La Salle (Villavicencio, Meta)
- IEN Dante Alighieri (San Vicente del Caguán, Colombia)
- Colegio Guadalupano De La Salle (Medellín, Colombia)
- IEN Escuela Normal Superior Gigante (Huila, Colombia)
- Colegio La Salle (Bucaramanga, Colombia)
- Institución Educativa San José de La Salle (Bucaramanga, Colombia)
- Colegio De La Salle (Cartagena, Colombia)
- IEN Antonio Ramos De La Salle (Cartagena, Colombia)
- VML Voluntariado Misionero Lasallista (Magangué, Bolívar)
- Colegio La Salle (Cúcuta, Colombia)
- Colegio Sagrado Corazón de Jesús (Cúcuta, Colombia)
- IEN Politécnico Álvaro González Santana (Sogamoso, Colombia)
- Academia La Salle San Benildo (Bogotá)
- Universidad de La Salle (Bogotá)
- Universidad de La Salle (Bogotá) (Proyecto Utopía) (Yopal, Colombia)
- Finca San José de Guasua Via (Bogotá - La Caro, Colombia)
- Finca Braemar (Villa del Leyva, Colombia)
- Casa de encuentros (La Salle Fusagasugá, Colombia)
- Finca El Cortijo Restrepo (Meta, Colombia)
- IED Rogelio Salmona La Salle (Bogotá)

## Obras de Educación Superior
- Universidad de La Salle (Bogotá)
- Universidad de La Salle (Bogotá) (Proyecto Utopía)
- Instituto Técnico Central La Salle E.T.

## Obras del Distrito Lasallista de Bogotá y Medellín (Norandino)
Las Hermanas Guadalupanas de La Salle en compañía de los Hermanos de La Salle, comparten la administración del Colegio Guadalupano De La Salle. Obra lasallista afiliada al Distrito Lasallista de Medellín y el Distrito Lasallista de Bogotá.Es la única institución educativa lasallista de Colombia en compartir ambos distritos y a la vez ser dirigido por las Hermanas Guadalupanas.

## Otros Distritos Lasallistas de Colombia
- Distrito Lasallista de Medellín (Norandino) - sitio web: http://www.delasalle.edu.co/ Archivado el 16 de mayo de 2014 en Wayback Machine.